# Relaciones entre Argelia y España
Las relaciones entre Argelia y España o relaciones hispano-argelinas son las relaciones entre la República Argelina Democrática Popular y el Reino de España. Ambos países se ubican geográficamente próximos, separados por sus respectivas costas situadas en el mar Mediterráneo.

## Historia
El Gobierno español reconoció oficialmente a Argelia como Estado nada más alcanzar la independencia en 1962 y nombró un embajador. Las relaciones bilaterales de España con la República Argelina no llegaron nunca a ser buenas durante el franquismo por, entre otros motivos, su apoyo al Frente Polisario en el Sahara español. Estas relaciones experimentarían una crisis en 1977-1978, cuando Argelia, tras ser apartada de los Acuerdos Tripartitos de Madrid de 1975 sobre la transferencia de la administración del Sáhara Occidental, apoyó también al grupo terrorista Movimiento por la Autodeterminación e Independencia del Archipiélago Canario.
Ambos países firmaron un tratado de amistad, buena vecindad y cooperación el 8 de octubre de 2002 en Madrid. Los dos Estados cooperan en materia antiterrorista. El equilibrio triangular entre Argelia, Marruecos y España, influye en la posición tomada por España en la cuestión del Sáhara Occidental, en la que Argelia apuesta por el referéndum de autodeterminación, a la par que reclama un compromiso más fuerte de España por este debido a la «responsabilidad histórica».
El 18 de marzo de 2022, tras la decisión del presidente del Gobierno español, Pedro Sánchez, de reconocer la soberanía marroquí sobre el Sáhara Occidental, Argelia decidió revaluar sus relaciones con España. La ratificación de Sánchez en una comparecencia parlamentaria el 8 de junio del mismo año de su decisión de no reconocer el derecho de autodeterminación del Sáhara llevó a Argelia a suspender el Tratado de Amistad, Buena Vecindad y Cooperación firmado con España en 2002 y a congelar todas las relaciones comerciales con España.
En febrero de 2024, la visita prevista del ministro de Asuntos Exteriores español, José Manuel Albares, a Argelia, fue suspendida a solicitud de su homólogo argelino, Ahmed Attaf. No se han revelado las razones detrás de la postergación de esta visita, que se anticipaba como un periodo de reconciliación entre ambos países tras dos años de distanciamiento. Este aplazamiento se produce después de la protesta de Argelia por el respaldo de España al plan marroquí de autonomía para el Sáhara, según una carta oficial del presidente Pedro Sánchez al rey Mohammed VI.

## Misión diplomática

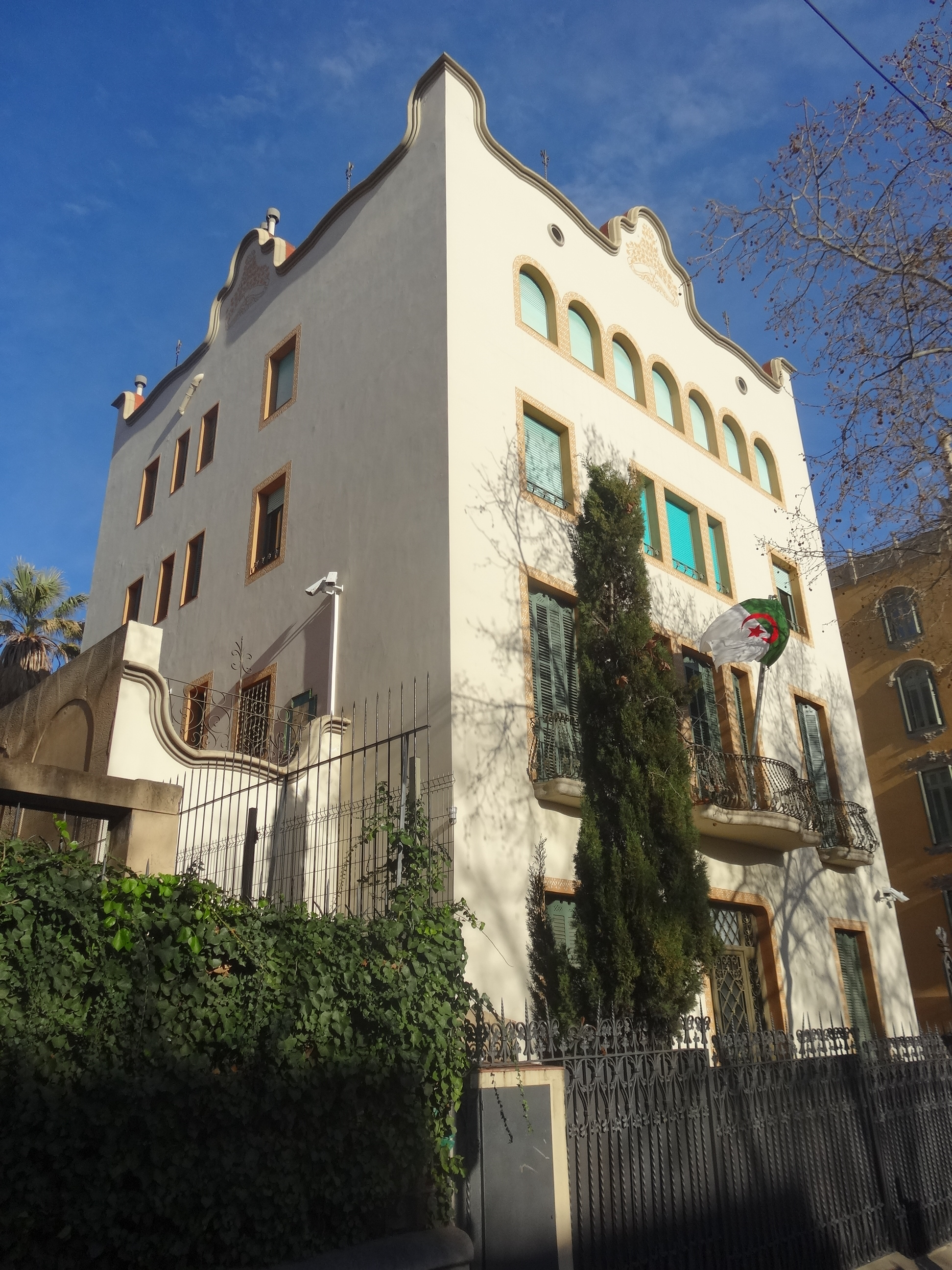
Consulado-General de Argelia en Barcelona

- Argelia tiene una embajada en Madrid y consulados-generales en Alicante y Barcelona.
- España tiene una embajada en Argel y dos  consulados-generales en Argel y Orán.